# Seznam ulic v Krškem
Seznam ulic v Krškem vsebuje imena 70 ulic, cest, poti, trgov, nabrežij, naselij in predelov (2024).

## Seznam

### A
- Aškerčeva ulica (Anton Aškerc)

### B
- Bohoričeva ulica (Adam Bohorič)

### C
- Cankarjeva ulica (Ivan Cankar)
- Cesta 4. julija
- Cesta krških žrtev

### D
- Dalmatinova ulica (Jurij Dalmatin)
- Delavska ulica

### E
- Erjavčeva ulica (Fran Erjavec)

### G
- Gasilska ulica
- Gruenova ulica (Anastasius Grün)
- Gubčeva ulica (Matija Gubec)

### H
- Hočevarjev trg (Martin Hočevar)
- Humekova ulica

### I
- Ilirska ulica

### J
- Jurčičeva pot (Josip Jurčič)

### K
- Kajuhova ulica (Karel Destovnik - Kajuh)
- Kidričeva ulica (Boris Kidrič)
- Kolodvorska ulica
- Kovinarska ulica
- Kratka pot
- Kurirska pot
- Kvedrova ulica

### L
- Lapajnetova ulica
- Leskovška cesta
- Levstikova pot (Fran Levstik)

### M
- Majcnova ulica
- Mencingerjeva ulica (Janez Mencinger)

### N
- Na bregu
- Na Resi
- Narpel
- Naselje nuklearne elektrarne (Jedrska elektrarna Krško)

### O
- Ob potoku

### P
- Papirniška ulica (papirnica Vipap Videm Krško)
- Partizanska pot
- Pavlinova ulica
- Pod goro
- Pod pristavo
- Poljska pot
- Pot na Libno
- Pot na Polšco
- Prešernova cesta (France Prešeren)

### R
- Ribiška ulica
- Rostoharjeva ulica (Mihajlo Rostohar)
- Rozmanova ulica

### S
- Sadjarska ulica
- Savska pot (Sava)
- Sotelsko
- Sovretova ulica (Anton Sovre)
- Sremiška cesta (Sremič)
- Stermeckijeva ulica
- Stritarjeva ulica (Josip Stritar)
- Strma pot

### Š
- Šoferska ulica
- Šolska ulica

### T
- Tomšičeva ulica
- Tovarniška ulica
- Trdinova ulica (Janez Trdina)
- Trg Matije Gubca  (Matija Gubec)
- Trubarjeva ulica (Primož Trubar)

### U
- Ulica Frana Bonača (Fran Bonač)
- Ulica Ilije Gregoriča (Ilija Gregorić)
- Ulica Milke Kerinove (Milka Kerin)
- Ulica Nikole Tesle (Nikola Tesla)
- Ulica Slavka Rožanca (Slavko Rožanc)
- Ulica Tončke Čečeve (Tončka Čeč)

### V
- Valvasorjevo nabrežje (Janez Vajkard Valvasor)
- Vrtna ulica

### Z
- Zdolska cesta (Zdole)

### Ž
- Župančičeva ulica (Oton Župančič)

## Vir
- Abecedni seznam ulic v naselju Krško, Itis.siol.net, pridobljeno 7. oktober 2024.